# Hamburg-Harburg
Hamburg-Harburg este partea de sud a orașului liber și hanseatic Hamburg.
Sectorul cuprinde 17 cartiere:
- Harburg cu cartierele Eißendorf, Gut Moor, Harburg, Heimfeld, Langenbek, Marmstorf, Neuland, Rönneburg, Sinstorf  și Wilstorf;

- Süderelbe cu cartierele Altenwerder, Cranz, Francop, Hausbruch, Moorburg, Neuenfelde și  Neugraben-Fischbek.